# David Copperfield (TV-serie, 1986)
David Copperfield är en brittisk dramaserie producerad av BBC från 1986 i regi av Barry Letts. I rollerna ses bland andra Colin Hurley, Brenda Bruce, Simon Callow och Jeremy Brudenell. Serien är baserad på Charles Dickens roman David Copperfield från 1850. Serien nominerades till en BAFTA.

## Handling
Filmatiseringen följer historien om David Copperfield, som växer upp i de grymma Murdstones vårdnad efter hans mors död. Hur han sedan rymmer till sin moster Betsey Trotwood och senare åker till London. Där han möter de vänliga Micawbers och den intriganta Uriah Heep, samt blir kär i den bortskämda Dora Spenlow.

## Inspelning
Inspelningar gjordes i Holme next the Sea i Norfolk.

## Rollista
- Colin Hurley - David Copperfield
- Brenda Bruce - Betsey Trotwood
- Simon Callow - Wilkins Micawber
- Jeremy Brudenell - James Steerforth
- Francesca Hall - Dora Spenlow/Clara Copperfield
- Jenny McCracken -  Clara Peggotty
- Ronald Herdman - Barkis
- Hilary Mason - Mrs. Gummidge
- Natalie Ogle - Agnes Wickfield
- Owen Teale - Ham Peggotty
- Stephen Thorne -  Daniel Peggotty
- Thorley Walters - Mr. Dick
- Paul Brightwell - Uriah Heep
- Oliver Cotton - Edward Murdstone
- Sandra Payne - Emma Micawber
- Irene Richard - Julia Mills
- Neal Swettenham - Thomas Traddles
- Fanny Carby -  Mrs. Crupp
- Sarah Crowden - Jane Murdstone
- David Dexter - David som ung
- Valerie Gogan - Emily
- Nolan Hemmings - David som ung
- Terence Lodge -- Francis Spenlow
- Nyree Dawn Porter - Mrs. Steerforth
- John Baker - Tiffey
- Nicholas Bond-Owen - 1:a pojken
- Chris Chandler - 2:a pojken
- Dylan Dolan - Traddles som ung
- Leon Eagles - Mr. Sharp
- Alison Fiske - Rosa Dartle
- Jonathan Lacey - Demple
- Artro Morris - Mr. Wickfield
- Reggie Oliver - Mr. Mell
- John Savident - Mr. Creakle
- Ann Way - Mrs. Heep

### Fotnoter
1. ↑  ”Gallery items before 2015” (på engelska). Holme next the Sea. http://www.holme-next-the-sea.co.uk/gallery2.php. Läst 9 januari 2018.